# Hideaki Nagai
Hideaki Nagai (jap. 永井 秀昭, Nagai Hideaki; * 5. September 1983 in Ashiro, Präfektur Iwate) ist ein ehemaliger japanischer Nordischer Kombinierer.

## Werdegang
Obwohl er noch keinen Weltcup bestritten hatte, wurde er für die Nordische Skiweltmeisterschaften 2007 in Sapporo nominiert und wurde im Team-Wettbewerb von der Großschanze eingesetzt. Gemeinsam mit Taihei Katō, Akito Watabe und Norihito Kobayashi belegte er am 25. Februar 2007 den achten Platz.
In der Saison 2011/12 debütierte er im Weltcup der Nordischen Kombination und belegte beim Weltcup in Val di Fiemme am 3. Februar 2012 den 31. Platz. Zwei Tage später sammelte er mit den 18. Platz beim Gunderson-Wettbewerb von der Großschanze seine ersten Weltcup-Punkte. In der Gesamtwertung der Saison 2011/12 belegte er mit insgesamt 24 Punkten den 49. Platz gemeinsam mit Jim Härtull.
Für die Nordische Skiweltmeisterschaften 2013 in Val di Fiemme wurde er nominiert und in den Gunderson-Wettkämpfen von der Großschanze und der Normalschanze eingesetzt. Beim Wettbewerb von der Normalschanze belegte er den 18. Platz und beim Wettbewerb von der Großschanze den fünften Platz. In der Gesamtwertung der Saison 2012/13 belegte er mit 220 Punkten den 23. Platz.
Am 1. Dezember 2013 belegte er gemeinsam mit Taihei Katō, Yoshito Watabe und Akito Watabe seinen ersten Podestplatz im Weltcup. Beim Team-Wettbewerb von der Großschanze in Kuusamo belegten sie hinter der norwegischen und deutschen Mannschaft den dritten Platz. Im Laufe der Saison sammelte er insgesamt 126 Weltcuppunkte und belegte in der Gesamtwertung den 29. Platz.

## Statistik

### Platzierungen bei Olympischen Winterspielen
| Jahr und Ort     | Wettbewerb   | Wettbewerb   | Wettbewerb | Wettbewerb |
| Jahr und Ort     | Gundersen NS | Gundersen GS | Team       |            |
| ---------------- | ------------ | ------------ | ---------- | ---------- |
| 2014 Sotschi     | 22.          | 26.          | 05.        |            |
| 2018 Pyeongchang | 14.          | 12.          | 04.        |            |
| 2022 Peking      | —            | 31.          | 03.        |            |

### Platzierungen bei Weltmeisterschaften
| Jahr und Ort       | Wettbewerb   | Wettbewerb   | Wettbewerb | Wettbewerb |
| Jahr und Ort       | Gundersen NS | Gundersen GS | Team       | Teamsprint |
| ------------------ | ------------ | ------------ | ---------- | ---------- |
| 2007 Sapporo       | –            | –            | 08.        | –          |
| 2013 Val di Fiemme | 18.          | 05.          | –          | –          |
| 2015 Falun         | 18.          | –            | 06.        | –          |
| 2017 Lathi         | 20.          | 29.          | 04.        | –          |
| 2019 Seefeld       | 20.          | 17.          | 04.        | –          |
| 2021 Oberstdorf    | 18.          | 21.          | 04.        | –          |

### Weltcup-Platzierungen
| Saison  | Platz | Punkte |
| ------- | ----- | ------ |
| 2011/12 | 49.   | 024    |
| 2012/13 | 23.   | 220    |
| 2013/14 | 29.   | 126    |
| 2014/15 | 41.   | 055    |
| 2015/16 | 25.   | 135    |
| 2016/17 | 22.   | 270    |
| 2017/18 | 33.   | 114    |
| 2018/19 | 29.   | 134    |
| 2019/20 | 34.   | 051    |
| 2020/21 | 31.   | 066    |
| 2021/22 | 25.   | 140    |